# Sasovići
Sasovići (en serbe cyrillique : Сасовићи) est un village du sud-ouest du Monténégro, dans la municipalité de Herceg Novi.

## Démographie

### Évolution historique de la population
| 1948 | 1953 | 1961 | 1971 | 1981 | 1991 | 2003 |
| ---- | ---- | ---- | ---- | ---- | ---- | ---- |
| 158  | 143  | 146  | 140  | 156  | 447  | 458  |